# فرودگاه دوناکوندا

فرودگاه دوناکوندا (به انگلیسی: Donakonda Airport) یک فرودگاه همگانی است. این فرودگاه در کشور هند قرار دارد و در ارتفاع ۱۴۲ متری از سطح دریا واقع شده‌است.